# Вадлейх, Якуб
Якуб Вадлейх (чеш. Jakub Vadlejch; род. 10 октября 1990, Прага) — чешский метатель копья, серебряный призёр Олимпийских игр 2020 года, чемпион Европы 2024 года, трёхкратный призёр чемпионатов мира. Участник Олимпийских игр 2012, 2016 и 2020 годов.

## Биография и спортивная карьера
Родился 10 октября 1990 года в Праге. Принял участие в международных соревнованиях копья с самого раннего возраста, достигая финал на чемпионате мира 2007 года молодежи по легкой атлетике, на Чемпионате мира среди юниоров по легкой атлетике в 2008 году и чемпионате Европы по легкой атлетике среди юниоров в 2009 году. 
Его дебют среди взрослых состоялся на чемпионате Европы по легкой атлетике 2010 года, но дальше квалификации не прошел. Принял участие в метании копья на Летних Олимпийских играх 2012 года и занял 25-е место с отметкой 77,61 метра.
Выбыл в квалификационном раунде на чемпионате мира по легкой атлетике 2011 года. Участвовал в чемпионат Европы по легкой атлетике 2014 года и в чемпионате мира по легкой атлетике 2015 года.
В 2016 году Якуб Вадлейх провел свой самый успешный сезон. Он дошел до финала летних Олимпийских игр 2016 года, заняв восьмое место, и одержал победу в серии Бриллиантовой лиги ИААФ 2016 года с тремя победами и личным рекордом 88,02 метров. На чемпионате мира 2017 года он установил свой новый личный рекорд - 89,73 метров, выиграв серебряную медаль.
Якуб выиграл серебряную медаль в соревнованиях по метанию копья среди мужчин. Он финишировал вторым после индийца Нираджа Чопры.
На чемпионате мира 2023 года, который состоялся в Будапеште, чешский спортсмен в метании копья завоевал бронзовую медаль с результатом 86,67 м. 

## Лучшие результаты в метании копья по сезонам
| Год  | Результат (м) |
| 2023 | 89,51         |
| 2022 | 90,88         |
| 2021 | 86,67         |
| 2020 | 84,31         |
| 2019 | 85,78         |
| 2018 | 89,02         |
| 2017 | 89,73         |
| 2016 | 88,02         |
| 2015 | 86,21         |
| 2014 | 82,97         |
| 2013 | 75,85         |
| 2012 | 80,40         |
| 2011 | 84,08         |
| 2010 | 84,47         |
| 2009 | 81,95         |
| 2008 | 76,56         |
| 2007 | 64,11         |